# ويليام جي. دونوهيو
ويليام جي. دونوهيو هو سياسي أمريكي، ولد في 1873، وتوفي في 31 يناير 1907. نشط حزبياً في الحزب الديمقراطي. وقد انتخب عضو جمعية ولاية نيويورك ‏.